# Le Jeu des damnés
Cet article concerne le film de David Winkler. Pour la chanson de Shinedown, voir Devour.
Le Jeu des damnés (Devour) est un film américain réalisé par David Winkler, sorti en 2005.

## Synopsis
Jake Gray découvre un jeu satanique sur internet. Quand ses amis sont torturés à mort selon ses visions, il décide de retrouver la créateur du jeu pour obtenir des explications.

## Fiche technique
- Titre français : Le Jeu des damnés
- Titre original : Devour
- Réalisation : David Winkler
- Scénario : Adam Gross et Seth Gross
- Production : Daniel Bigel, Rob Cowan, Michael Mailer et Neal H. Moritz
- Société de production : Bigel / Mailer Films
- Musique : Joseph LoDuca
- Photographie : Brian Pearson
- Montage : Todd C. Ramsay
- Décors : Troy Hansen
- Costumes : Carla Hetland
- Pays d'origine : États-Unis
- Format : Couleurs - 1,85:1 - Dolby Digital - 35 mm
- Genre : Horreur
- Durée : 90 minutes
- Date de sortie : 31 mai 2005 (sortie vidéo États-Unis)
- Film interdit aux moins de 12 ans lors de sa sortie en salle.

## Distribution
- Jensen Ackles (VF : Fabrice Josso) : Jake Gray
- Shannyn Sossamon (VF : Magali Barney) : Marisol
- Dominique Swain (VF : Laurence Dourlens) : Dakota
- William Sadler (VF : Hervé Jolly) : Ivan Reisz
- Teach Grant : Conrad Dean
- Martin Cummins (VF : Maurice Decoster) : Aidan Kater
- Rob Stewart (VF : Jean-François Vlérick) : Ross North
- R. Nelson Brown : Walt
- Wanda Cannon : Kathy
- Jenn Griffin : Anne Kilton âgée
- Alan Ackles (VF : Guy Chapellier) : Paul Kilton
- Rob Allen : Paul enfant
- Tami DeSchutter : Kathy enfant
- John Innes : le père Moore
- Reg Tupper (VF : Nicolas Marié) : Hartney

## Autour du film
- Le tournage s'est déroulé à Vancouver.
- Jensen Ackles et Martin Cummins avaient déjà travaillé ensemble sur la série télévisée Dark Angel (2000).
- Dominique Swain et Shannyn Sossamon se retrouveront sur Road to Nowhere (2010).
- Dans ce film Jensen Ackles joue avec son père Alan Ackles